# Ocydromia xiaowutaiensis
Ocydromia xiaowutaiensis är en tvåvingeart som beskrevs av Yang och Stephen D. Gaimari 2005. Ocydromia xiaowutaiensis ingår i släktet Ocydromia och familjen puckeldansflugor. Inga underarter finns listade i Catalogue of Life.